# التضاغط

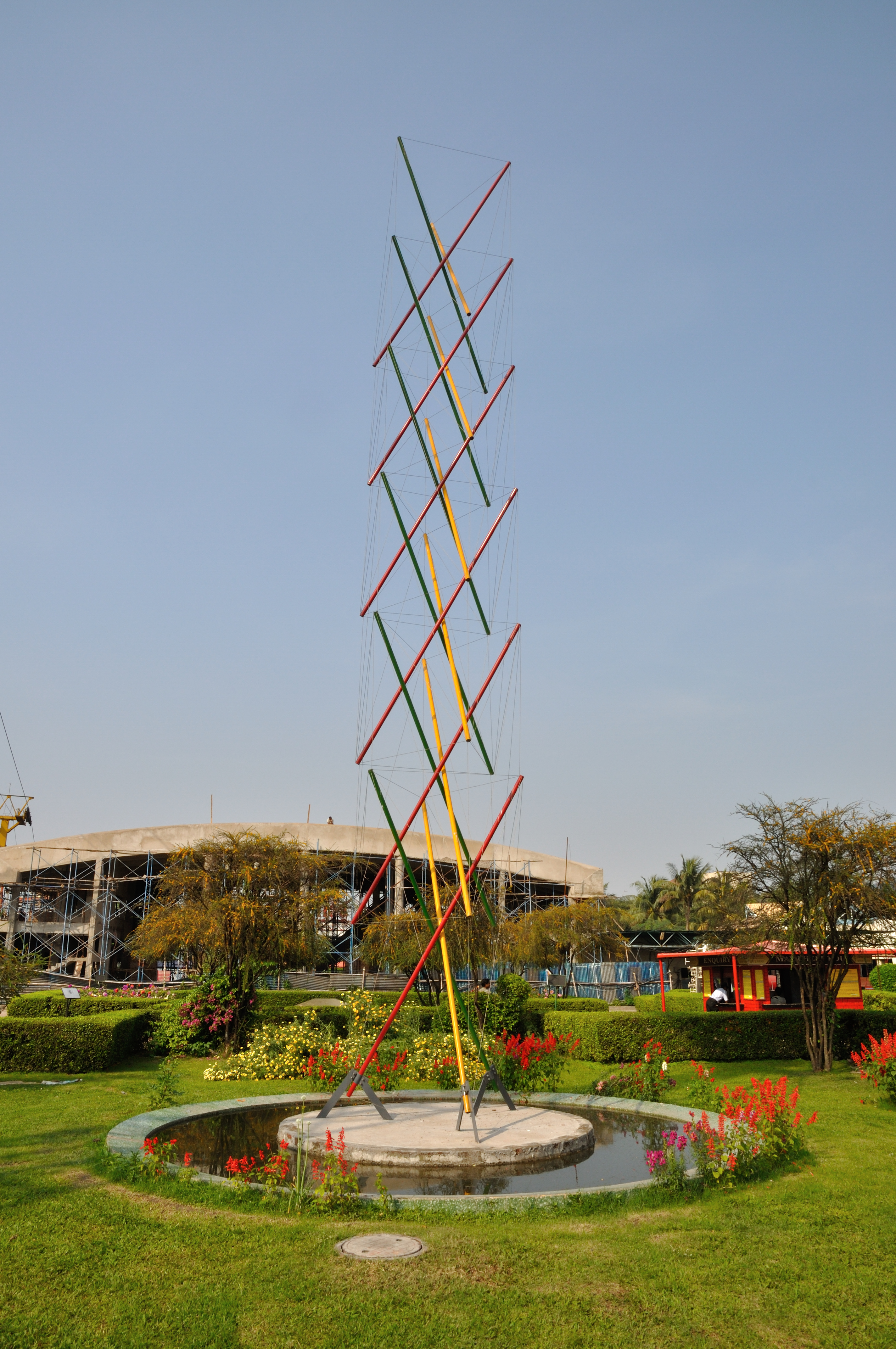

التضاغط في الميكانيكا والميكانيكا الحيوية خاصية موجودة في الأشياء التي تستعمل عناصرها الجر والضغط معا لتظل في ثبات.